# Ranovac
Ranovac (cyr. Рановац) – wieś w Serbii, w okręgu braniczewskim, w gminie Petrovac na Mlavi. W 2011 roku liczyła 1559 mieszkańców.